# Leuctra lamellosa
Leuctra lamellosa är en bäcksländeart som beskrevs av Raymond Justin Marie Despax 1929. Leuctra lamellosa ingår i släktet Leuctra och familjen smalbäcksländor.

## Underarter
Arten delas in i följande underarter:
- L. l. lusitanica
- L. l. lamellosa